# Transport à la demande de Lyon
Le réseau de transport à la demande de Lyon est un service de transport à la demande complémentaire des réseaux de trolleybus et d'autobus de Lyon.
Le réseau est exploité par Keolis Lyon (ex-SLTC, Société lyonnaise de transport en commun), filiale du groupe Keolis, qui sous-traite la plupart des lignes.
Le réseau se compose d'une seule ligne sur réservation appelées « Résago », organisée et financée par SYTRAL Mobilités, l'autorité organisatrice des transports.

## Histoire
La première ligne de transport à la demande du réseau TCL remonte au 1er janvier 2007 à la suite de l'intégration du réseau Gibus et de son service à la demande « Gibus+ » assuré les mercredis et vendredis matin. Le service fut par la suite supprimé à une date inconnue.
Le 1er septembre 2009, dans le cadre de la restructuration du secteur de Givors et Grigny, autrefois desservis par ce même réseau Gibus, la ligne 214 est convertie en ligne sur réservation téléphonique.
Le 1er janvier 2011, création de la ligne « Service à la demande 63 » au départ de Perrache pour pallier l'absence de desserte du quai des Étroits à la suite de l'éboulement qui l'a transformé en impasse.
À la suite de la restructuration du réseau le 29 août 2011 dans le cadre de l'opération « Atoubus », les lignes SAD63 et 214 sont respectivement devenues les lignes « Résago » R1 et R3 et deux nouveaux services ont été créés : La ligne R2 qui remplace la ligne 84 en heures creuses et complète la ligne 43 et la ligne R4 dans le quartier des Brosses en complément des lignes S8 et 171 et en remplacement d'une partie de l'ancienne ligne N78.
Le service R1 a été supprimée le 3 octobre 2011 à la suite de la reprise de son trajet par la ligne 8.
Le 31 août 2015, deux nouvelles lignes sont créées sur le territoire de la communauté de communes de l'Est lyonnais, la ligne R1 reliant Jons à Meyzieu et la ligne R5 reliant Saint-Pierre-de-Chandieu et Toussieu à Saint-Priest en correspondance avec, respectivement, les lignes de tramway T3 et T2,,. Dans le même temps, la ligne R3 à Givors dessert trois nouveaux arrêts et la ligne R4 à Rillieux-la-Pape est supprimée,.
Le 29 août 2016, la ligne R5 dessert la ZA Pesselière et une ligne R4 est créée entre Genas et Saint-Bonnet-de-Mure. La ligne R4 disparaît au bout d'un an de service, faute de fréquentation.
La ligne R1 est supprimée fin août 2018 et est remplacée par la ligne complémentaire 32 qui assure le même trajet ainsi que la desserte de la Z.I. du Mariage.
Début 2019, la ligne R2 est prolongée au sud jusqu’à Chantemerle afin de pouvoir effectuer une correspondance avec la ligne 22 vers Gare de Vaise.
Le 30 août 2019, la ligne R5 est arrêtée et remplacée par la ligne complémentaire 30 qui assure le même trajet et dessert la zone industrielle Ampère.
Avec la fermeture de la ligne R3 le 6 novembre 2023, la ligne R2 demeure la seule en fonctionnement.
Le 13 novembre 2019, le nouveaux service TCL a la demande est créé, avec la mise en service de Mi-Plaine, le service de transport à la demande a évolué, passant d’un système de lignes fixes à un fonctionnement par zones couvertes, 
Chaque zone regroupe plusieurs communes, et vous pouvez vous déplacer librement à l’intérieur de celle-ci. Il est également possible de sortir de la zone en rejoignant l’un des points de connexion avec le reste du réseau TCL.
Le 12 Décembre 2019, le service TCL à la demande s'étant avec la mise en service de 2 nouvelle zone : Techlid et Vallée de la Chimie. 
À partir du 1er septembre 2025, dans le cadre de l'unification des réseaux de transport du Rhône, le service de transport à la demande évolue,, :
- La dernière ligne de type Résago utilisant l’ancien système (R2) sera supprimée. Elle sera réintégrée en tant que ligne complémentaire sous l’indice 82, assurant la liaison entre Les Gambins et Neuville-l’Écho. L’indice « R » ainsi que la classification associée ne seront plus utilisés.

- Le service Résalib' du réseau Libellule de Villefranche-sur-Saône intègre le service TCL à la demande, avec les zones suivantes :
  - La Zone Villefranche Zone d'Activités (anciennement résalib' A) ;
  - La Zone Villefranche Sud-Ouest (anciennement résalib' B) ;
  - La Zone Villefranche Nord-Ouest (anciennement résalib' C) ;
  - La Zone Villefranche Soir (anciennement résalib' Soirée) ;
  - La Zone Villefranche Dimanche et jours fériés (anciennement résalib' Dimanche et jours fériés).

## Les lignes «Résago»

### Présentation
Les lignes « Résago » fonctionnent sur réservation téléphonique préalable auprès du service « Allô TCL » au plus tard la veille et selon des trajets et horaires fixes, le client devant choisir le jour et l'horaire de passage.

### Les lignes
| Ligne | Caractéristiques | Caractéristiques                                            | Caractéristiques                                            | Caractéristiques                                            | Caractéristiques                                            | Caractéristiques                                            | Caractéristiques                                            | Caractéristiques                                            | Caractéristiques                                            |
| R2    | Ligne oui · Ligne R2 | Ligne oui · Ligne R2                                        | Ligne oui · Ligne R2                                        | Ligne oui · Ligne R2                                        | Ligne oui · Ligne R2                                        | Ligne oui · Ligne R2                                        | Ligne oui · Ligne R2                                        | Ligne oui · Ligne R2                                        | Ligne oui · Ligne R2                                        |
| R2    | Neuville — L'Écho ⥋ Saint-Didier-au-Mont-d'Or — Chantemerle | Neuville — L'Écho ⥋ Saint-Didier-au-Mont-d'Or — Chantemerle | Neuville — L'Écho ⥋ Saint-Didier-au-Mont-d'Or — Chantemerle | Neuville — L'Écho ⥋ Saint-Didier-au-Mont-d'Or — Chantemerle | Neuville — L'Écho ⥋ Saint-Didier-au-Mont-d'Or — Chantemerle | Neuville — L'Écho ⥋ Saint-Didier-au-Mont-d'Or — Chantemerle | Neuville — L'Écho ⥋ Saint-Didier-au-Mont-d'Or — Chantemerle | Neuville — L'Écho ⥋ Saint-Didier-au-Mont-d'Or — Chantemerle | Neuville — L'Écho ⥋ Saint-Didier-au-Mont-d'Or — Chantemerle |
| ----- | --- | ----------------------------------------------------------- | ----------------------------------------------------------- | ----------------------------------------------------------- | ----------------------------------------------------------- | ----------------------------------------------------------- | ----------------------------------------------------------- | ----------------------------------------------------------- | ----------------------------------------------------------- |
| R2    | Ouverture / Fermeture Ouverture: 29/08/2011 / fermeture: 31/08/2025 | Longueur —                                                  | Durée 31 min                                                | Nb. d’arrêts 22                                             | Matériel City 21                                            | Jours de fonctionnement L, Ma, Me, J, V                     | Jour / Soir / Nuit / Fêtes O / N / N / N                    | Voy. / an —                                                 | Unité de transport Genay (Transdev RAI)                     |
| R2    | Desserte : - Villes et lieux desservis : Neuville-sur-Saône (Collège J. Renoir, Collège et Lycée N.D. de Bellegarde, Église, Mairie, Hôpital Gériatrique, Cimetière), Albigny-sur-Saône (Centre hospitalier), Curis-au-Mont-d'Or (Mairie,Église, Square), Poleymieux-au-Mont-d'Or (Musée Ampère, Mairie, Église, La Tour) et Saint-Didier-au-Mont-d'Or - Stations et gares desservies : Gare d'Albigny - Neuville. |                                                             |                                                             |                                                             |                                                             |                                                             |                                                             |                                                             |                                                             |
| R2    | Autre : - Arrêts non accessibles aux UFR : Poleymieux Mairie, Maison Ampère-Musée, Les Gambins, Les Chavannes, Poleymieux La Tour, Péronière, Poleymieux Église, Poleymieux Mairie, La Rivière, La Blache, Les Baÿsses, La Forêt, Curis Lavoir, Avoraux, Albigny Centre hospitalier, Albigny Centre, Neuville et Neuville – L'Écho - Particularités : La ligne fonctionne du lundi au vendredi en heures creuses de 9 h 30 à 14 h 30 direction Neuville et de 11 h à 16 h direction Poleymieux en remplacement de la ligne 84 et en complément de la ligne 43. - Date de dernière mise à jour : 22 mai 2025.                                                 |                                                             |                                                             |                                                             |                                                             |                                                             |                                                             |                                                             |                                                             |
| R2    | Dernière actualisation : — |                                                             |                                                             |                                                             |                                                             |                                                             |                                                             |                                                             |                                                             |
| R3    | Ligne oui · Ligne R3 | Ligne oui · Ligne R3                                        | Ligne oui · Ligne R3                                        | Ligne oui · Ligne R3                                        | Ligne oui · Ligne R3                                        | Ligne oui · Ligne R3                                        | Ligne oui · Ligne R3                                        | Ligne oui · Ligne R3                                        | Ligne oui · Ligne R3                                        |
| R3    | Givors — Hôtel de Ville ⥋ La Rama / Cimetière de Givors |                                                             |                                                             |                                                             |                                                             |                                                             |                                                             |                                                             |                                                             |
| R3    | Ouverture / Fermeture 1er janvier 2007 / 6 novembre 2023 | Longueur —                                                  | Durée 11 / 17 min                                           | Nb. d’arrêts 8 / 9                                          | Matériel Taxi                                               | Jours de fonctionnement L, Ma, Me, J, V                     | Jour / Soir / Nuit / Fêtes O / N / N / N                    | Voy. / an —                                                 | Unité de transport Givors                                   |
| R3    | Desserte : - Villes et lieux desservis : Givors (Espace nautique, Église Notre-Dame, Sécurité sociale, Hôtel des finances, Hôtel de ville, Théâtre, Médiathèque, Cimetière Badin) - Stations et gares desservies : Gare de Givors-Ville. |                                                             |                                                             |                                                             |                                                             |                                                             |                                                             |                                                             |                                                             |
| R3    | Autre : - Arrêts non accessibles aux UFR : Tous. - Particularités : La ligne fonctionne du lundi au vendredi en période scolaire de 12 h 30 à 18 h 50 direction Cimetière ou La Rama et de 7 h 15 à 13 h 35 direction Hôtel de Ville. Les départs vers Cimetière ou La Rama sont assurés en alternance d'un bus sur deux. - Modification la ligne est renommé S3 et sans réservation. - Modification au 31 août 2015 : La ligne est étendue et dessert trois nouveaux arrêts au Sud-Ouest de Givors : deux arrêts repris à la ligne 81 et un arrêt inédit pour desservir un hameau sur la route d'Échalas. - Date de dernière mise à jour : 6 novembre 2023. |                                                             |                                                             |                                                             |                                                             |                                                             |                                                             |                                                             |                                                             |
| R3    | Dernière actualisation : — |                                                             |                                                             |                                                             |                                                             |                                                             |                                                             |                                                             |                                                             |

## Les lignes TCL à la demande

### Présentation
Pour utiliser TCL à la demande, il vous suffit de télécharger l’application, de choisir votre secteur (Mi-Plaine, Techlid ou Vallée de la Chimie), puis de renseigner vos lieux de départ et d’arrivée. Vous pouvez réserver votre trajet jusqu’à 15 minutes avant le départ et 4 semaine a l'avance, en sélectionnant un créneau parmi ceux proposés toutes les 15 minutes, du lundi au vendredi entre 6h et 20h.

### Les lignes
TCL à la demande – Mi-Plaine.
Communes desservies :
- Chassieu
- Genas
- Saint-Pries

Points de connexion au réseau TCL :
- Chassieu Mairie : correspondance avec la ligne 68 et 76
- Porte des Alpes : correspondance avec le tramway T2, les lignes C17, 93
- Parilly : correspondance avec le métro D, les lignes C25, 26, 39, 79, et les cars du Rhône 111, 112, 113 et T36
- Esplanade des Arts : correspondance avec le tramway T2, la ligne 50 et 62
- Saint-Priest Gare : correspondance avec les lignes Zi1 et 62
- Danton République : correspondance avec la ligne 28 et 48
- Décines Grand Large : correspondance avec le tramway T3 et T7, les lignes 16, 57, 76, 79 et 85
- Genas Salengro : correspondance avec la ligne 28 et 48
- Genas Antoine Roybet : correspondance avec la ligne 29 et 48
- Genas Place Jean Jaurès : correspondance avec la ligne 28 et 48
- Genas La Grande Plaine : correspondance avec la ligne 28
- "Chassieu" Églantines : correspondance avec la ligne 68
- "Chassieu" La Fontaine : correspondance avec la ligne 68
- Chassieu Place : correspondance avec la ligne 28, 68 et 76
- Chassieu Le Haut : correspondance avec la ligne 76
- Mont Saint Paul : correspondance avec la ligne 68

TCL à la demande – Techlid.
Communes desservies :
- Collonges-au-Mont-d’Or
- Saint-Cyr-au-Mont-d’Or
- Saint-Didier-au-Mont-d’Or
- Poleymieux-au-Mont-d’Or
- Lissieu
- Limonest

Points de connexion au réseau TCL :
- Porte de Lyon : correspondance avec les lignes 10, 10E et 89
- Écully Le Pérollier : correspondance avec les lignes 19 et 89
- Clinique de la Sauvegarde : correspondance avec la ligne 19
- Poleymieux La Tour : correspondance avec la ligne 84
- Poleymieux Mairie : correspondance avec la ligne 84

TCL à la demande – Vallée de la Chimie.
Communes desservies :
- Charly
- Vernaison
- Solaize
- Feyzin

Points de connexion au réseau TCL :
- Gare d'Oullins : correspondance avec le métro B et les lignes 6, 11, 12, 14, 15, 17, 88
- Saint-Fons 4 Chemins : correspondance avec les lignes C12 et 60
- Gare de Vénissieux : correspondance avec le métro D, le tramway T4, les lignes 35, 39, 54, 62, 87, 93, Zi1, et les cars du Rhône 111 et 112
- Irigny - Gare d'Yvours : correspondance avec les lignes 15 et 15E
- Hôpital Feyzin Vénissieux : correspondance avec le tramway T4, les lignes C12 et 93

## Exploitation
La gestion des lignes (unités de transport, tarification ...) est identique au reste du réseau d'autobus.